# Hermann Laschewski
Hermann Laschewski (* 28. Dezember 1885 in Oliva; † nicht zu ermitteln) war ein deutscher Politiker (USPD/KPD). Er war Abgeordneter des Volkstages der Freien Stadt Danzig.

## Leben
Laschewski, Sohn eines Hafenarbeiters, besuchte die Volksschule und erlernte den Beruf des Maurers und Stuckateurs. Anschließend war er im Beruf tätig. Zwischen 1914 und 1918 nahm er am Ersten Weltkrieg teil. 1919 trat er der Unabhängigen Sozialdemokratischen Partei Deutschlands (USPD) bei und wechselte im Januar 1921 zur Kommunistischen Partei Deutschlands (KPD). Von 1920 bis 1927 war der Abgeordneter des Danziger Volkstages. 1921 wurde er Gemeindevertreter in Oliva. Von 1924 bis 1927 fungierte er als Politischer Leiter des KPD-Bezirks Danzig. Nach der Eingliederung Oliwas nach Danzig war er ab 1927 Mitglied der Danziger Stadtbürgerschaft. 1930 wurde Laschewski aus der KPD ausgeschlossen. Von 1932 bis 1942 war er selbständiger Bauunternehmer in Danzig-Oliva tätig.